# Brian Merriman
Brian Merriman (irisch Brian Mac Giolla Meidhre; geb. 1747 oder 1749 in Ennistymon (Inis Diomáin), Irland; gest. 27. Juli 1805 in Limerick) war ein irischer Barde und Fiddler, Bauer und Heckenschullehrer.

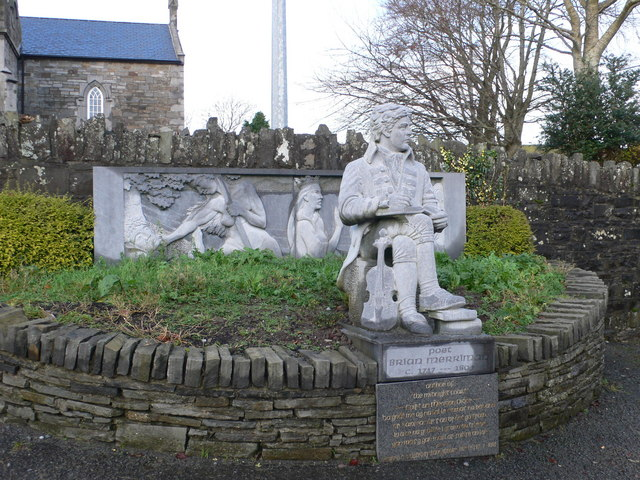
Skulptur von Brian Merriman, Ennistymon. Sie befindet sich außerhalb der St Andrew’s Church, die heute ein Kulturzentrum ist, ein „House of Music“.

Brian Merriman stammt aus der ländlichen Grafschaft Clare. Er lebte vor allem im Ort Feakle. Sein einziges überlebendes Werk von Substanz, die 1000 Zeilen lange Dichtung Cúirt an Mheán Oíche  (Das Mitternachtsgericht) wurde oft mit den Werken von François Rabelais verglichen. Der Text aus dem 18. Jahrhundert wird allgemein als das größte Werk von komischen Versen (comic verse) in der Geschichte der irischen Poesie angesehen.
Die Mühen und Freuden bei der Übersetzung des epischen Gedichts ins Englische wurden von Ciaran Carson, einem der bedeutendsten irischen Dichter der Gegenwart, beschrieben.
Aufgrund seiner Satire auf eine Kultur, in der die christliche Moral zusammengebrochen ist, seiner Parodie des Geschlechterkampfes und seines bissigen sozialen Kommentars ist es ein einzigartiges Werk in der Geschichte der irischen Dichtung.

„This extended satiric poem assesses the growing economic, political, and familial constraints of late 18th-century Catholic Ireland under British colonial rule, while subversively playing on the tradition of the aisling (or vision) poem in which a beautiful woman represents Ireland’s threatened sovereignty. / (dt.) Dieses ausgedehnte satirische Gedicht bewertet die zunehmenden wirtschaftlichen, politischen und familiären Zwänge des katholischen Irlands des späten 18. Jahrhunderts unter britischer Kolonialherrschaft und spielt dabei subversiv mit der Tradition des Aisling (oder Visionsgedichts), in dem eine schöne Frau die bedrohte Souveränität Irlands repräsentiert.“